# Stadtlexikon Nürnberg
Das Stadtlexikon Nürnberg ist ein Online-Lexikon über die Stadt Nürnberg und bietet unter anderem Volltextrecherche-Möglichkeiten.
Das Lexikon wurde in gedruckter Form erstmals von Michael Diefenbacher und Rudolf Endres herausgegeben und erschien im Jahr 2000 in einer zweiten, verbesserten Auflage.
Das Lexikon wurde in veränderter Form von der Stadt Nürnberg in Zusammenarbeit mit dem Stadtarchiv Nürnberg ins Internet gestellt. Inhaltlich umfasst es mehr als 6.000 Objekte (Stand: 17. Februar 2014).